# Teoria świetlika
Świetlik (termin wprowadzony przez Jędrzeja Śniadeckiego jako przekład  fr. lumière) – według poglądów naukowców przełomu XVIII i XIX w. niezniszczalny i nieważki fluid światła. W 1789 Lavoisier umieścił światło obok ciepła w tablicy pierwiastków.
Badania Maxwella w drugiej połowie XIX w. doprowadziły do odkrycia, że światło jest rodzajem fal elektromagetycznych.